# Le cinque giornate di Milano (miniserie televisiva 1970)
Le cinque giornate di Milano è una miniserie televisiva trasmessa su Rai 1 nel 1970, composta da 5 puntate. Diretta da Leandro Castellani, è stata scritta da Leandro Castellani e Luigi Lunari, che si erano avvalsi della consulenza storica di Franco Valsecchi e Luigi Ambrosoli e, per le ricerche storiche, di Francesco Rocchi.

## Trama
Dopo un breve antefatto ambientato a Vienna, la vicenda si svolge a Milano tra il 16 e il 23 marzo 1848. 
Prima puntata. La vigilia

Mentre Vienna è in rivolta, il principe Metternich incarica il suo protetto von Hübner a recarsi a Milano in rappresentanza del governo austriaco. Giunto a Milano il 16 marzo Hübner constata di persona quanto sia tesa la situazione (fumare in pubblico era considerato da molti milanesi una provocazione). La sera stessa alla Scala ha modo di conoscere l’aristocrazia milanese, dai lealisti ai più ferventi patrioti. Tra le nuove conoscenze anche la contessa Amelia Boudin de Lagarde. Mentre è in corso la rappresentazione di Attila di Verdi si diffonde la notizia della caduta di Metternich. La sera successiva (17 marzo) al caffè Cova Hübner apprende che Radetzky ha allontanato il Viceré per avere libertà di manovra con i milanesi. Contemporaneamente, in un'altra saletta del caffè Cova, i rappresentanti dei circoli patriottici milanesi decidono le manifestazioni per il giorno successivo. 
Seconda puntata. La sommossa

Nella notte tra il 17 e il 18 marzo il podestà Gabrio Casati, preoccupato che i repubblicani possano prevalere, decide di inviare due emissari da re Carlo Alberto di Savoia chiedendo il suo intervento. La mattina del 18 marzo ci sono i primi segnali di rivolta. Alla notizia che la polizia ha sparato sui dimostranti la folla, guidata da Giorgio Clerici, assale il Palazzo del Governo. Intanto Enrico Cernuschi spinge il podestà a recarsi dal vicegovernatore O’Donnel e lo costringono a firmare le prime concessioni a favore dei milanesi. Radetzky minaccia serie rappresaglie. 
Terza puntata. La guerriglia

Mentre sono in corso i primi scontri, la sera del 18 marzo Hübner si reca a casa della contessa Amelia per informarla che il marito è bloccato al Castello. A seguito dello scambio di idee sulla situazione i due scoprono di amarsi. I rivoltosi si organizzano erigendo le prime barricate e raccogliendo quante più armi possibili, anche nei musei. Il mattino del 19 marzo avviene un aspro confronto tra Cernuschi e Casati, il quale si rifiuta di nominare il governo provvisorio in attesa di una risposta da Torino. Carlo Alberto si dichiara disponibile a intervenire ma vuole una richiesta formale da parte dei milanesi. A Palazzo Taversa, centro dell’insurrezione, arriva Carlo Cattaneo il quale, accantonate le iniziali perplessità, si mette a disposizione dei rivoltosi. Cattaneo si rivela così il teorizzatore ed ispiratore della guerriglia contro gli austriaci: barricate (circa 1.700) per le strade della città, abbattimento dei muri interni per avere vie di comunicazione veloci e sicure, coinvolgimento dei Martinitt (gli orfanelli) nel ruolo di portaordini. 
Quarta puntata. La rappresaglia

Il pomeriggio del 20 marzo gli insorti assaltano il Palazzo della Polizia liberando i prigionieri. Gli austriaci abbandonano il centro di Milano e si ritirato sui bastioni. Tre giovani ne approfittano per issare il tricolore sulla guglia più alta del Duomo (la Madonnina). Radetzky ha preso una decisione: bloccare la città e bombardarla dai bastioni. I consoli stranieri accreditati a Milano esprimono le loro perplessità per le conseguenze sui loro concittadini. Radetzky, che ha bisogno di 72 ore per ricevere rinforzi di uomini ed armi, incarica Hübner e il maggiore Ettinghausen di proporre una tregua. A Palazzo Taverna Casati si dice disponibile mentre Cattaneo oppone un netto rifiuto. Hübner si reca dalla contessa Amelia per avvisarla dell’imminente pericolo e cerca di convincerla di fuggire insieme ma Amelia si rifiuta di abbandonare la sua città. Hübner decide di rivelare a Casati le reali intenzioni di Radetzky ma il podestà rifiuta l’offerta di tregua in quanto i suoi inviati lo hanno informato della disponibilità di Carlo Alberto. Cattaneo si dice assolutamente contrario all’aiuto sabaudo in quanto sarebbe solo passare da un re ad un altro. Amelia, partita in carrozza con il marito, cerca di rientrare in città ma resta bloccata alla Locanda del Dazio. Casati invia nuovamente i suoi emissari da Carlo Alberto con l’atto di dedizione. 
Quinta puntata. La vittoria

Hübner informa Radetzky che intende tornare a Vienna e il maresciallo gli comunica, vista l’impossibilità di contrastare la guerriglia, di ritirare i suoi soldati da Milano per poi affrontare l’esercito piemontese in campo aperto, non prima di aver combattuto per salvare l’onore e con un minimo numero di caduti. Hübner, sconvolto da tanto cinismo, abbandona il Castello.

A partire dalle ore 7 del 22 marzo a Porta Tosa avviene lo scontro finale tra milanesi e austriaci: con l’utilizzo delle barricate mobili e sparando anche dai tetti gli insorti riescono a colpire la polveriera. Lo sceneggiato ricostruisce “soltanto alcuni episodi partendo dalle autentiche e testuali testimonianze dei protagonisti di quella memorabile giornata. Queste testimonianze furono raccolte da Carlo Cattaneo”.
 
Una volta persa Porta Tosa gli austriaci abbandonano Milano.  Amelia viene salvata dalla Locanda del Dazio in fiamme, insieme agli altri clienti. Il giorno successivo, 23 marzo, Carlo Alberto, già informato della ritirata austriaca, riceve gli emissari milanesi e accetta la richiesta di intervento da parte del governo provvisorio.
Infine Cattaneo commenta l’esito dell’insurrezione e prevede il futuro dell’Italia che sta per nascere.

## Cast
Facevano inoltre parte del cast:
- Adalberto Andreani: Generale von Rath
- Armando Benetti: il segretario di Metternich
- Pietro Biondi: Giorgio Clerici
- Serena Cantalupi: Contessa Maffei
- Alberto Caporali: Marco Greppi
- Ugo Cardea: Carlo Osio
- Mario Chiocchio: Console di Francia
- Ottavio Fanfani: Karl Ludwig von Fiquelmont
- Mario Ferrari: Maggiore Ettinghausen
- Piero Mazzarella: Ambrogino Rossari
- Paolo Modugno: Giacomo Bussi
- Attilio Ortolani: Console di Svizzera
- Aldo Pierantoni: il Viceré
- Stefano Satta Flores: Paolo Biraghi
- Fausto Tommei: Antonio Bellati
- Renato Turi: Colonnello Giuseppe Cima

Per le scene di massa furono impegnati gli allievi del Teatro alle Grazie di Bergamo, il Terzo Reggimento Bersaglieri, il Reggimento Artiglieria a cavallo, la Terza Legione Guardia di Finanza di Milano.

## Musiche
Il commento musicale è a cura di Carlo Nistri. La sigla finale, Alle 7 di un mattino qualunque di De Angelis-Gicca Palli è cantata da Edoardo & Stelio (etichetta Valiant, ZV 50064, 7”, 1970).
Nel corso delle puntate si possono ascoltare:

- Ti te set in lett, cantata da Tony Dallara e Maria Brivio;
- Sulle barricate, cantata da Roberto Brivio;
- El quarantott, cantata da Nanni Svampa con Lino Patruno[4].

Nella scena ambientata alla Scala si assiste alla rappresentazione di parte del Prologo di Attila di Giuseppe Verdi.

## Produzione
Gli esterni dello sceneggiato sono stati girati nelle strade di Bergamo Alta, come pure il Palazzo del Governo e il Broletto; il Palazzo Reale di Milano a Villa Moroni di Stezzano; il Palazzo Reale di Torino alla Galleria d’Arte Moderna di Milano; Vienna a Villa Reale di Monza; Porta Tosa di Milano (ora Porta Vittoria) a Molino Moncucco; il Teatro alla Scala al Teatro Magnani di Fidenza (in quanto meno capiente dell’originale consentiva di impegnare meno comparse).
 
Gli interni sono stati girati nello studio TV3 di Milano.